# Географија Француске
Највећи део Француске се налази у западној Европи. На североистоку се граничи са Белгијом и Луксембургом, Немачком и Швајцарском на истоку, на југоистоку са Монаком и Италијом и на југу са Шпанијом и Андором. Са севера и запада запљускује је Атлантски океан (односно Бискајски залив и канал Ламанш), а на југу Средоземно море (Лионски залив) и Лигурско море. У саставу Француске је острво Корзика у Средоземном мору и више од 20 прекоморских департмана и зависних територија.
Метрополитанска Француска заузима око 547.030 km², по чему је највећа држава Европске уније. Због специфичног изгледа географске мапе, Француску популарно називају „шестоугао“ (фр. l'Hexagone).

### Рељеф
У Француској постоји разноврсни облици рељефа, од приморских равница на северу и западу до веначних планина на југу и југоистоку земље. На југу Француска је од Пиринејског полуострва одвојена венцем Пиринеја, а на југоистоку Алпима. Мон Блан, висок 4.807 m је други највиши врх Европе и највиши врх у њеном западном делу, а налази се на граници Француске и Италије. Овде реке су развиле дубоке долине, а глечери који су и заузимали у леденом добу су их додатно проширили и продубили. За разлику од Алпа, Пиринеји у леденом добу нису били толико подложни глацијацији, па ту нема великих глечера, језера и долина који су карактеристични за Алпе. Због висине Пиринеја, путеви између Шпаније и Француске су врло ограничени. Алпи се према северу настављају Јурским планинама које су граница према Швајцарској. У централном делу Француске налази се Централног масива, валовита висораван висока просечно од 800 до 1000 метара, са које се местимично уздижу купе угашених вулкана висине до 1.900 m. Долине Роне и Саоне одвајају ове громадне планине од Алпа. Друга група старих громадних планина су Вогези чија висина иде до 1.200 m. Долина Рајне дели Вогезе од Шварцвалда у Немачкој. 
Остатак Француске чине низије. На северу се налази Париски басен, у којем је смештено привредно и популацијско језгро Француске. Париску котлину окружују Арморикански масив, Централни масив, Вогези и Ардени. Око Париза постоји систем концентричних гребена, који раздвајају уске равнице. На југозападу у подножју Пиринеја налази се Аквитанска низија, која се широко отвара према мору. Аквитанска низија је равница са плодним земљиштем.

### Клима
Климатске прилике у Француској су врло разноврсне. За запад и север државе својствена је океанска клима, која је највише изражена у Бретањи. Просечна јулска температура је око 16 °C, а јануарска око 7 °C. Температурне разлике се повећавају према истоку, уз више ведрих и хладних зимских дана, али су и лета прилично ведра и врућа, са мало падавина, која су равномерно распоређена у свим годишњим добима. Планински крајеви имају оштрију климу са дугим снежним зимама. Јужно од Алпа клима је изразито средоземна.

### Воде
Реке Француске се припадају басену Атлантског океана и Средоземног мора. Већина њих истиче са Централног масива, Алпа и Пиринеја. Најдуже река су:
- Сена (775 km) — равничарска река која има широко разгранат слив са великим притокама Марном и Оазом. Протиче кроз Париз, а улива се у Ламанш.
- Гарона (575 km) — има извор у шпанском делу Пиринеја, протиче кроз Тулуз и Бордо, а при ушћу у Атлантски океан образује широки естуар Жиронду. Главне притоке су Тарн, Ло и Дордоња.
- Рона (812 km) — најпловнија река Француске, извире у швајцарским Алпима из Ронског ледника и протиче кроз Женевско језеро. Код Лиона прима Саону, а друге веће притоке су Дуранс и Изер. Утиче у Средоземно море у делти Камарг, у којој се налази најнижа тачке Француске од -2 m.
- Лоара (1020 km) — најдужа река Француске, извире на Централном масиву. Прима више притока, од којих су најпознатије Але, Шер, Ендр и Вена.

Највеће језеро је Женевско језеро (друго име: језеро Ле Ман, 582 km²).